# Gâchette

Schéma du mécanisme d'un fusil.

La gâchette est, dans le domaine des armes à feu, la pièce intermédiaire entre la détente (voir queue de détente) et le chien.
Dans le langage courant, la gâchette est le plus souvent confondue avec la détente, ce qui peut s'expliquer par le fait que ces deux pièces, sur certaines armes, n’en forment qu’une.
La gâchette accroche le chien. Lors de l'appui sur la détente, celle-ci fait pivoter la gâchette qui libère alors le chien (aussi appelé marteau ou percuteur).